# بارت آرنز
بارت آرنز (بالهولندية: Bart Arens)‏ هو دي جي إذاعي ‏ هولندي، ولد في 2 مارس 1978 في ليسه في هولندا.

## وصلات خارجية
- بارت آرنز على موقع ديسكوغز (الإنجليزية)